# Ана Каспарян
Анахит Мисак Касбарян (на английски: Anahit „Ana“ Misak Kasparian; на арменски: Անահիտ Միսաք Գասպարեան) е американска журналистка, политическа коментаторка и активистка от арменски произход. Тя е продуцентка и водеща на либерално-прогресивисткото предаване The Young Turks (TYT) и водеща на предаването „The point“ на TYT Network.

## Ранни години
Каспарян е родена на 7 юли 1986 г. в Лос Анджелис (квартал Нортридж) в семейство на арменски емигранти. Завършва гимназията в кв. Ван Найз, Лос Анджелис и Калифорнийския щатски университет в Нортридж, Лос Анджелис със специалност „Журналистика“ през 2007 г.

## Кариера
Работила е в CBS Radio, калифорнийските радиостанции KFWB и KNX, както и с AOL News, YouTube и TidalTv. От 2007 г. е продуцентка и водеща в The Young Turks заедно с Дженк Уйгур. Води също и TYT University – предаване за университетското образование, както и On Point.
През 2010 се дипломира и с магистърска степен по „Политически науки“ от Калифорнийския щатски университет в Нортридж, където преподава „Журналистика“.
Каспарян е атеистка.